# Борнейские горные дождевые леса

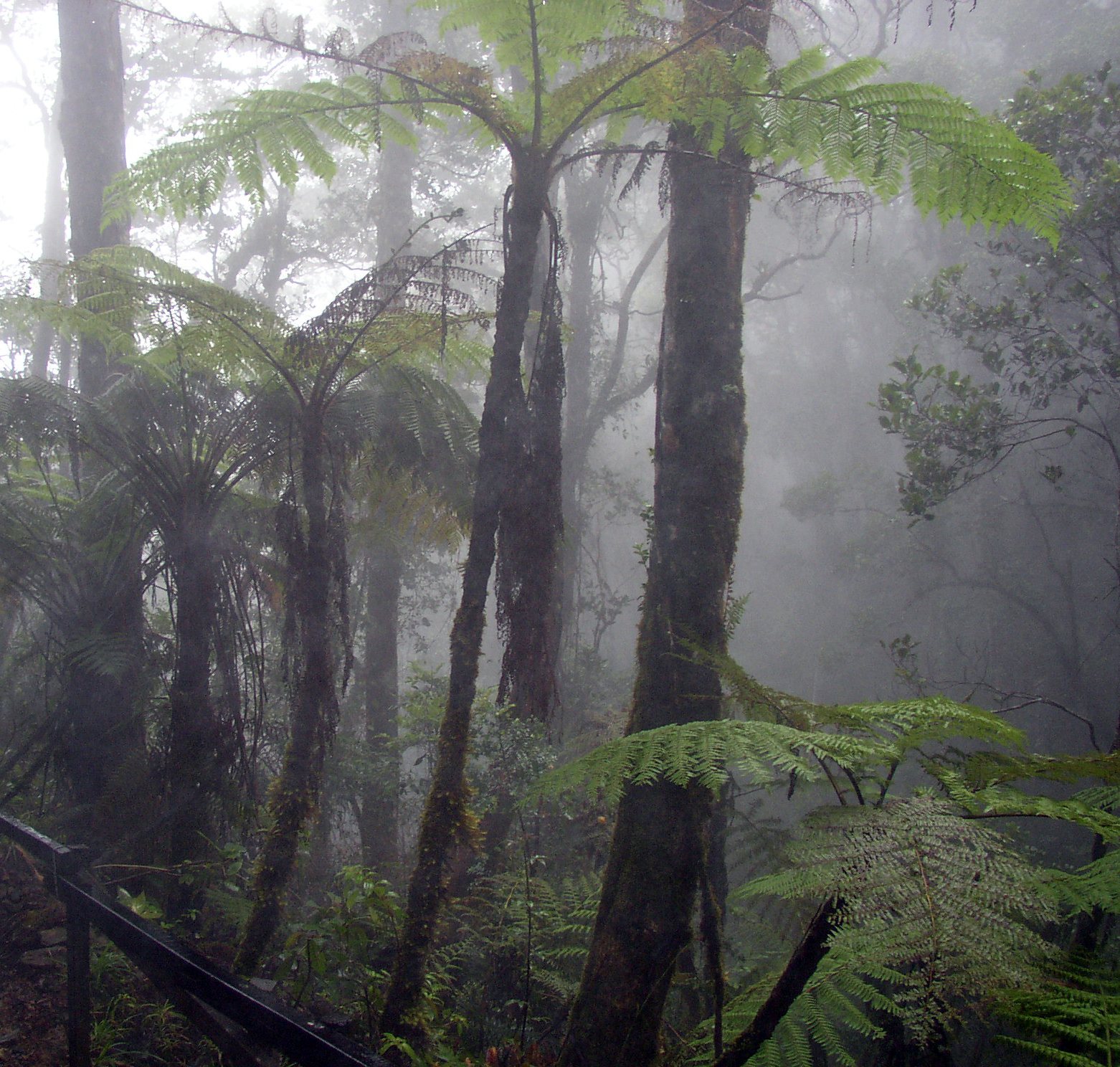
Древовидные папоротники в туманных лесах горы Кинабалу (Калимантан).

Борнейские горные дождевые леса — экорегион тропических и субтропических влажных широколиственных лесов, на острове Калимантан (Борнео) в Юго-Восточной Азии.

## Местоположение и описание
Экорегион лежит на возвышенности в 1000 м над уровнем моря, в центре Калимантана, он простирается на территориях, принадлежащих Малайзии, Индонезии и Брунею. Эти прохладные и влажные склоны выступают из ковра густого тропического леса, который устилает тёплые низменности на низких высотах, и хорошо увлажняется, так как получает дополнительную влагу из низких слоёв облаков. Почвы в этих лесах бедные и более кислые, чем на равнинах.

## Флора
Изолированные высокие и прохладные леса острова являются домом для богатого набора растений азиатского и австралийского происхождения. В особенно большом количестве встречаются представители рода непентес (Nepenthes) (> 15 видов), рододендроны и орхидеи. В этом экорегионе также находятся важные участки леса на известняковых возвышенностях, особенно на горе Гунунг-Апи, которая имеют явные высотные зоны с различной растительностью. Лонг-Пасиа в горах Мелиган и плато Узун Апау являются важными областями высотных водно-болотных угодий.

## Фауна
В горных лесах обитают различные представители фауны, включая большое количество млекопитающих, таких как циветы (Viverra) (например, тангалунга и редкая калимантанская цивета (Diplogale hosei), эндемичная для этих горных лесов), тупайи, белки (из эндемиков — Callosciurus baluensis, Sundasciurus brookei и Callosciurus orestes), крысы и приматы, например, калимантанские орангутаны (Pongo pygmaeus), гиббоновые (Hylobatidae) и лангуры (Colobinae). Хотя большинство этих приматов предпочитают более низкие высоты, они перебираются сюда подальше от людей, например, орангутаны и суматранские носороги (Dicerorhinus sumatrensis) отступили сюда из низин. В горах Калимантана живёт меньше птиц, чем в низинах, но и здесь встречается большая доля эндемичных видов. Большинство уникальных птиц Калимантана живут в горных лесах, например, на горе Мулу в Сараваке проживают 171 различная птица в низинах и только 12 видов на 1300 метрах.

## Угрозы и сохранение
Возвышенности Калимантана труднодоступны, поэтому более 90 % от первоначальной среды обитания остаётся нетронутыми, даже лесные пожары в 1997—1998 годах сильно повредили только Борнейские равнинные дождевые леса. Около 25 % территории находится в охраняемых районах, включая очень большой участок в национальном парке Каян Ментаранг, который является домом для общин коренных народов, но ему угрожают коммерческие лесозаготовки и строительство дорог. Этот парк и другие, такие как Бетунг Керихун, являются важными убежищами для диких животных, низменные места обитания которых ежегодно сокращаются.